# Radoslav Hobza (kněz)
Radoslav Hobza (15. března 1932, Třebíč – 23. září 2019, Praha) byl historik a farář Církve československé husitské.

## Život
Narodil se v rodině advokáta Ladislava Hobzy a Františky, rozené Vlachové jako starší ze dvou synů. Oba synové (Radek a Ivan) vyrůstali v úzkém sepětí nejen s náboženským životem Církve československé husitské, do níž se narodili, ale cvičili také v třebíčském Sokole; Radkovi během školních let přibyly i hodiny klavíru. Studia na gymnáziu v Třebíči zakončil v roce 1951 maturitní zkouškou, kterou složil s vyznamenáním. Chtěl se věnovat studiu historie a filozofie, na která ale nebyl pro náboženské a sokolské „zatížení“ přijat. V roce 1951 tedy nastoupil ke studiu na Husově československé bohoslovecké fakultě v Praze. K historii se záhy dostal i na této fakultě. Díky Miloslavu Kaňákovi, který zde vedl katedru církevních dějin, mu byla v roce 1952 v Náboženské revue otištěna vůbec jeho první historická práce – recenze na Píseň o vítězství u Domažlic od Vavřince z Březové, kterou do češtiny básnicky přeložil Jan Blahoslav Čapek. Ještě v témže roce se s dalším bohoslovcem Karlem Krásným podílel na vydání Farského Postil, když pod vedením Miloslava Kaňáka byli pověřeni sestavením rejstříků a obsahu knihy.
Podobně jako jiní bohoslovci si i Radoslav Hobza hledal během studií sbor, kde by mohl poznávat praktický život církve a inspirovat se pro svoji vlastní duchovenskou dráhu. Začal tak s několika dalšími bohoslovci navštěvovat setkání vinohradské mládeže, kterou vedl Hynek Pohl. Nezahálel ani během letních prázdnin, když se mu namísto zakázaných setkání církevní mládeže podařilo zorganizovat dva běhy lesní brigády ve Smržovce v Jizerských horách. V roce 1954 si Radoslava Hobzu vyhlédl František Maria Hník a vybral si jej za pomocnou vědeckou sílu při své katedře sociální teologie, přičemž mu svěřil korekturu své chystané knihy Církev v čase rozhodování. Po úspěšném zvládnutí závěrečných zkoušek byl 19. června 1955 vysvěcen na kněze a ustanoven pomocným duchovním v Brně-Králově Poli. 
Poté sloužil v náboženských obcích Brno-Židenice (1956), kde pomáhal všestranně aktivnímu faráři Adolfu Mádrovi, a v letech 1956–1957 v Blansku.
Při studiu na fakultě poznal svoji budoucí ženu Libuši, rozenou Loužilovou, se kterou 29. června 1957 v královéhradeckém sboru kněze Ambrože uzavřel svátost manželství. Sehnat však pro farářské manželství ustanovení do náboženských obcí blízko sebe nebylo snadné. Nakonec se Hobzovi stěhovali do Jihlavy a Radoslav Hobza byl ustanoven farářem v Dobroníně. V roce 1958 se manželům Hobzovým narodil syn Vladimír, v roce 1960 Radoslava a o šest let později mladší dcera Martina. V Dobroníně se farář příliš neohřál a v roce 1958 byl přeložen do Pacova, poté postupně sloužil v náboženských obcích Počátky (1961–1965), Česká Třebová (1966), Žamberk (1966–1982), kde administroval též Nekoř, a Pardubice (1982–1999), kde ještě administroval Svítkov a Čáslav. V dalších letech vypomáhal jako duchovní při diecézní radě (např. v Přelouči nebo Světlé nad Sázavou). Od roku 1983 byl zvolen předsedou pardubického okrsku.
Po celou dobu své farářské služby přispíval do církevního tisku. Díky Adolfu Mádrovi navázali s manželkou při svém pracovně-pastoračním pobytu ve východoněmeckém přístavním městě Wismaru i první ekumenické zahraniční kontakty. Od roku 1966 se společně s farářem Zdeňkem Svobodou a v dalších letech i s Josefem Špakem, Milenou Mikuleckou a Zdenkou Schubertovou podílel na „rodinném“ táboření v Brně, Havlíčkově Brodě a v letech 1968–1970 ve Zlaté Olešnici. Mezi dětské účastníky táboření tehdy patřilo i pět pozdějších farářů Církve československé husitské včetně biskupa Štěpána Kláska. Na konci 60. let byl Radoslav Hobza zvolen za člena diecézní rehabilitační komise, v Českém zápase publikoval text Otázky nad rehabilitací, který v církvi vyvolal značnou odezvu, účastnil se i obnovy Sokola.
V 70. letech se jako člen sněmovního liturgického výboru podílel na úpravách Farského liturgie (později se účastní polemiky o častém vysluhování večeře Páně), pracoval na Kaňákově bibliografii, která vyšla jako soukromý tisk v roce 1976, připravoval si materiály k napsání své disertační práce na téma Řád a kázeň při večeři Páně v české reformaci. Práci po úspěšném složení rigorózních zkoušek obhájil v roce 1982 a ve vinohradském sboru mu byl slavnostně udělen doktorát teologie. Inspirován osudem svého otce se začal zabývat odbojovou činností a perzekucí věřících královéhradecké diecéze Církve československé husitské v době nacistické okupace. Výsledek jeho studia byl otištěn v roce 1985 v Theologické revue. V 90. letech toto téma rozšířil a v roce 1997 o něm přednášel na konferenci „Rok 1942 v českém odboji“ (příspěvek otištěn ve stejnojmenném sborníku pod názvem Církev československá (husitská) v odboji do roku 1942). Ještě před listopadem 1989 mu bylo povoleno vydání jeho biblické hry Životem Pána Ježíše, kterou potom rozesílal zájemcům do náboženských obcí. Bezprostředně po 17. listopadu 1989 se opět zapojil do obnovy Sokola, účastnil se i demokratických změn v Církvi československé husitské, když byl zvolen do přípravného výboru obnovené Jednoty duchovenstva. Snažil se využít nové možnosti pastorace a začal docházet do pardubické věznice. Věnoval se přednáškové činnosti na Pedagogické fakultě Univerzity Hradec Králové, kde vedl seminář o křesťanství a jeho historickém vývoji. Stále pravidelně publikoval v církevním tisku, účastnil se ekumenických setkání Kruhu duchovních tradic českých dějin, později i Literárně-historického odboru pražské diecéze, účastnil se setkání Věrné gardy, cvičil a vypomáhal v Sokole, ve volných chvílích cestoval. V posledních letech se s celou rodinou podílel na péči o vážně nemocnou manželku. Zemřel náhle ve věku 87 let. Rozloučení se zesnulým se konalo 2. října 2019 v Husově sboru v Praze na Vinohradech.